# غرب بورميتش الغربية (دائرة انتخابية في المملكة المتحدة)
غرب بورميتش الغربية (بالإنجليزية: West Bromwich West)‏ هي إحدى الدوائر الانتخابية في المملكة المتحدة الممثلة في مجلس العموم في برلمان المملكة المتحدة.
عضو البرلمان الذي يمثلها حالياً هو :Mr Adrian Bailey (Lab/Co-op).